# Архиепархия Параны
Архиепархия Параны (лат. Archidioecesis Paranensis) — архиепархия Римско-Католической церкви с центром в городе Парана, Аргентина. В митрополию Параны входят епархии Гуалегуайчу, Конкордии. Кафедральным собором архиепархии Параны является церковь Пресвятой Девы Марии Розария.

## История
13 июня 1859 года Папа Римский Пий IX выпустил буллу «Vel a primis», которой учредил епархию Параны, выделив её из епархии Буэнос-Айреса (сегодня — архиепархия Буэнос-Айреса). Первоначально епархия Параны являлась суффраганной по отношению к архиепархии Ла-Платы-о-Шаркаса (сегодня — архиепархия Сукре).
5 марта 1865 года епархия Параны стала частью церковной провинции Буэнос-Айреса.
15 февраля 1897 года и 21 января 1910 года епархия Параны передала часть своей территории для образования соответственно епархий Санта-Фе (сегодня — архиепархия Санта-Фе-де-ла-Вера-Крус) и Корриентеса (сегодня — архиепархия Корриентеса).
20 апреля 1934 года епархия Параны возведена в ранг архиепархии-митрополии.
11 февраля 1957 года и 10 апреля 1961 года архиепархия Параны передала часть своей территории для образования соответственно епархий Гуалегуайчу и Конкордии.

## Ординарии архиепархии
- епископ Luis José Gabriel Segura y Cubas (20.06.1859 — 13.10.1862);
- епископ José María Gelabert y Crespo (27.03.1865 — 23.11.1897);
- епископ Rudesindo de la Lastra y Gordillo (8.02.1898 — 3.07.1909);
- епископ Abel Juan Bazán y Bustos (7.02.1910 — 25.04.1926);
- епископ Julián Pedro Martínez (7.07.1927 — 20.04.1934);
- архиепископ Zenobio Lorenzo Guilland (13.09.1934 — 12.02.1962);
- архиепископ Adolfo Servando Tortolo (6.09.1962 — 1.04.1986);
- архиепископ Эстанислао Эстебан Карлич (1.04.1986 — 29.04.2003);
- архиепископ Mario Luis Bautista Maulión (29.04.2003 — 4.11.2010);
- архиепископ Хуан Альберто Пуиджари (4.11.2010 — 28.05.2025, в отставке);
- архиепископ Raúl Martín (28.05.2025 — по настоящее врем).